# Plagne BE
| BE ist das Kürzel für den Kanton Bern in der Schweiz. Es wird verwendet, um Verwechslungen mit anderen Einträgen des Namens Plagne zu vermeiden. |

Plagne ist eine Ortschaft in der politischen Gemeinde Sauge im Verwaltungskreis Berner Jura des Kantons Bern in der Schweiz. Bis zum 31. Dezember 2013 war Plagne eine eigene politische Gemeinde. Am 1. Januar 2014 fusionierte diese mit der Gemeinde Vauffelin zur neuen Gemeinde Sauge. Der frühere deutsche Name Plentsch wird regional noch verwendet und im Alltag Pläntsch geschrieben.

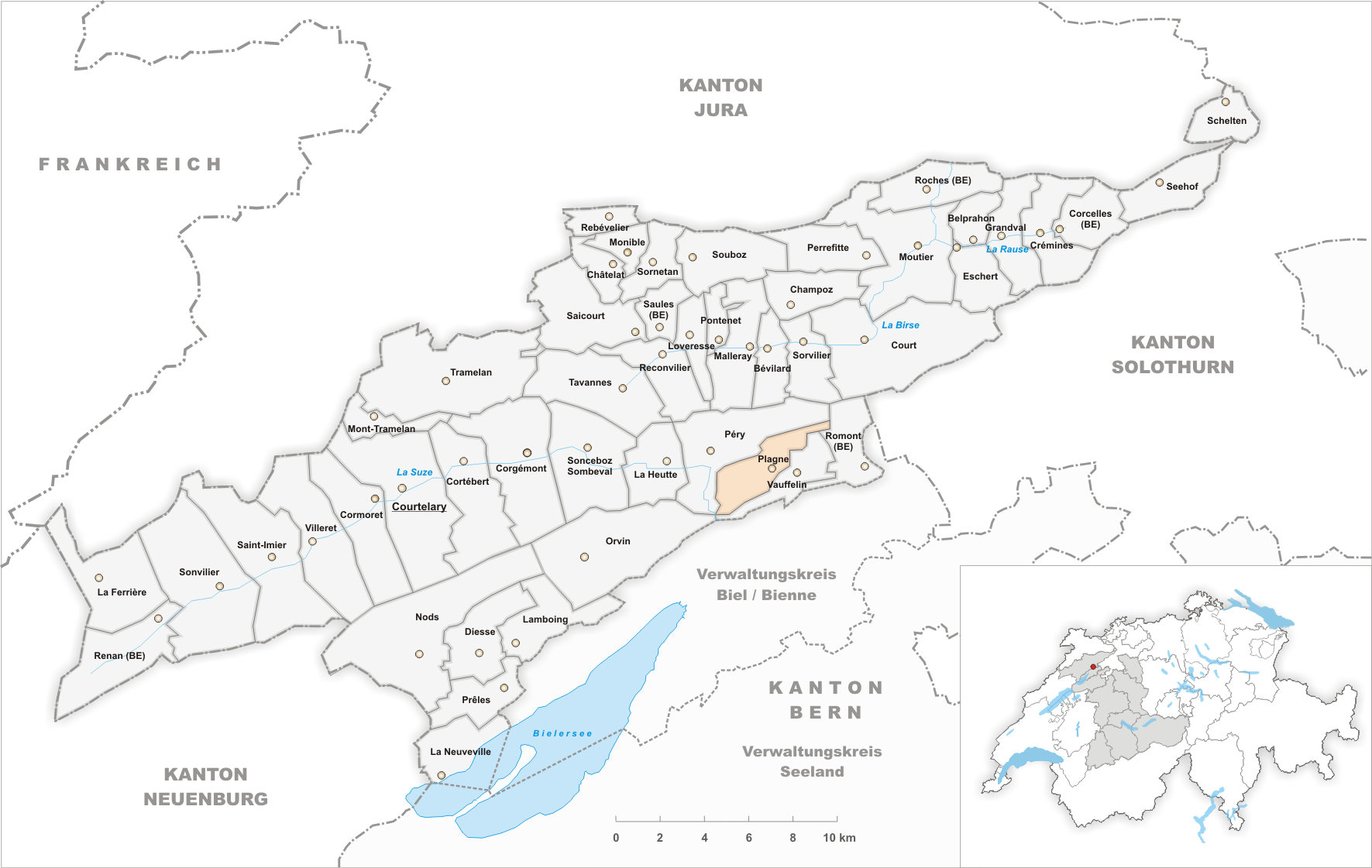
Gemeindestand vor der Fusion am 1. Januar 2014

## Geographie
Plagne liegt auf 862 m ü. M., sieben Kilometer nordnordöstlich von Biel (Luftlinie). Das ehemalige Bauerndorf erstreckt sich am Südosthang der Jurakette der Montagne de Romont, oberhalb des Synklinaltals von Vauffelin. 
Die Fläche des 7,6 km² grossen Gebiets der ehemaligen Gemeinde umfasst den Höhenrücken der Antiklinale von Plagne, der von West nach Ost in die Fluren Pâturage des Esserts, Prés de Sapin und Prés de la Montagne eingeteilt ist. Der höchste Punkt von Plagne liegt mit 1100 m ü. M. auf der Montagne de Romont. Auf dem Kamm befinden sich ausgedehnte Jurahochweiden mit den typischen mächtigen Fichten, die entweder einzeln oder in Gruppen stehen, sowie weit verstreut zahlreiche Wochenend- und Ferienhäuser. Ganz im Westen reicht Plagne bis an den Steilabfall zum Durchbruchstal der Schüss (französisch Suze) durch diese Antiklinale (Klus von Rondchâtel). Im Süden erstreckt sich das Gebiet bis in die Senke des Trockentals von Vauffelin, im Norden ins Tal des Terbez, eines linken Seitenbachs der Suze. Von der Gemeindefläche entfielen 1997 5 % auf Siedlungen, 62 % auf Wald und Gehölze und 33 % auf Landwirtschaft.
Zu Plagne gehören mehrere Einzelhöfe. Nachbarorte von Plagne sind der Ortsteil Vauffelin in der gleichen Gemeinde, der Ortsteil Péry in der Gemeinde Péry-La Heutte und die Gemeinde Romont.

## Bevölkerung
Mit 361 Einwohnern (Stand 31. Dezember 2013) gehörte Plagne zu den kleineren Gemeinden des Berner Juras. Im Jahr 2000 waren von den Bewohnern 76,3 % französischsprachig, 21,1 % deutschsprachig und 0,8 % italienischsprachig. Die Bevölkerungszahl von Plagne belief sich 1850 auf 262 Einwohner, 1900 auf 292 Einwohner. Seit 1960 (239 Einwohner) wurde eine deutliche Bevölkerungszunahme registriert.

## Politik
Die Wähleranteile der Parteien anlässlich der Nationalratswahlen 2011 betrugen in Plagne: SVP 34,2 %, SP 19,2 %, GPS 10,7 %, BDP 9,1 %, FDP 8,7 %, CVP 3,3 %, glp 3,1 %, EDU 2,6 %, Les Rauraques 2,6 %, PNOS 2,0 %, SLB 2,0 %, Piraten 1,3 %, EVP 1,1 %, JHp 0,10 %, AL 0,10 %.

## Wirtschaft
Plagne ist noch heute von der Landwirtschaft geprägt, wobei Viehzucht und Milchwirtschaft überwiegen, in der Nähe des Ortes gibt es auch einige Obstbäume. Weitere Arbeitsplätze bietet das lokale Kleingewerbe. In den letzten Jahrzehnten hat sich Plagne zu einer Wohngemeinde entwickelt. Zahlreiche Erwerbstätige sind Wegpendler und arbeiten in der Stadt Biel oder in der Region Grenchen.

## Verkehr
Das Dorf liegt abseits der grösseren Durchgangsstrassen und ist durch eine Stichstrasse erreichbar, die von der Kantonsstrasse Frinvillier–Grenchen abzweigt. Durch den Postautokurs, der von Biel nach Romont verkehrt, ist Plagne an das Netz des öffentlichen Verkehrs angeschlossen.

## Geschichte
Das Dorf gehörte bis 1797 zur Herrschaft Erguel, die dem Fürstbistum Basel unterstand, wobei auch die Stadt Biel zeitweise grösseren Einfluss ausübte. Von 1797 bis 1815 gehörte Plagne zu Frankreich und war anfangs Teil des Département Mont-Terrible, das 1800 mit dem Département Haut-Rhin verbunden wurde. Durch den Entscheid des Wiener Kongresses kam der Ort 1815 an den Kanton Bern zum Bezirk Courtelary. 1851 fielen zahlreiche Häuser einer Feuersbrunst zum Opfer.
Bis am 31. Dezember 2013 war Plagne eine eigenständige Gemeinde.

## Sehenswürdigkeiten
Im Ortskern sind einige Bauernhäuser aus dem 18. Jahrhundert erhalten. Nach dem Dorfbrand, der im oberen Ortsteil wütete, wurden diese Häuser im Stil des Spätklassizismus wieder aufgebaut. Plagne besitzt keine eigene Kirche, es gehört zur Pfarrei Vauffelin.